# Manabu Mabe
Manabu Mabe (Kumamoto, 14 settembre 1924 – San Paolo, 22 settembre 1997) è stato un pittore brasiliano.

## Biografia
L'artista è stato il più noto della comunità nipponico-brasiliana ed anche la personalità più incisiva della pittura informale in Brasile.
Il suo stile, cromaticamente assai raffinato, domina linearmente lo spazio. Sue opere sono conservate presso l'Institute of Contemporary Art di Boston, alla Pinakothek der Moderne di Monaco di Baviera, al Museu de Arte Contemporânea di San Paolo, al Museu de Arte Moderna di Rio de Janeiro e al Walker Art Center di Minneapolis.
Si è distinto anche alle Biennali di San Paolo e di Parigi.
Il 30 gennaio 1979, dopo una mostra a Tokyo, 153 dei suoi quadri erano stati caricati a bordo di un cargo Varig su un Boeing 707-323C in rotta da Tokyo-Narita a Rio de Janeiro-Galeão via Los Angeles. L'aereo scomparve sull'Oceano Pacifico dopo circa 30 minuti di volo. La causa è sconosciuta, poiché il relitto non è mai stato trovato e i quadri sono andati perduti.
È morto a San Paolo il 22 settembre 1997.